# Państwowy Rezerwat „Erebuni”
Państwowy Rezerwat „Erebuni” (orm.: Էրեբունի պետական արգելոց) – rezerwat przyrody położony na obrzeżach Erywania w prowincji Kotajk. Zajmuje 89 ha na stokach w strefie przejściowej między półpustynią i suchymi, górskimi stepami. Stanowi ostoję dla gatunków traw będących dzikimi przodkami uprawnych gatunków zbóż. Obszar wyróżnia się poza tym zróżnicowaniem flory i fauny. 

## Położenie
Rezerwat znajduje się 9,5 km na ESE od centrum Erywania, tuż za granicą miasta. W okolicy znajdują się miejscowości: Muszawan, Hacawan, Geghadir i Wochczaberd. Obszar  objęty ochroną ma trapezowaty kształt i obejmuje górskie stoki, głównie o północnej ekspozycji, między rzędnymi 1189 m n.p.m. i 1414 m n.p.m. Pocięty jest kilkoma wąwozami, którymi okresowo po ulewnych deszczach płyną wody. Na skałach węglanowych dominują czerwonoziemy, występują tu gliny z dużym udziałem piasków i kamieni. Lata są tu suche i gorące (do 41 °C), a zimy mroźne (do -31 °C). Opady roczne wynoszą od 300 do 350 m i koncentrują się w porze wiosennej.

## Szata roślinna
Na stosunkowo niewielkim obszarze poddanym ochronie występuje 298 gatunków roślin. Głównym walorem są taksony będące przodkami istotnych dla człowieka zbóż z rodzajów egilops, włośnica i pszenica: egilops cylindryczny Aegilops cylindrica, Secale vavilovii, Triticum araraticum, T. boeoticum, T. urartu. Rosną tu poza tym trzy inne gatunki rodzaju egilops: A. crassa, A. triuncialis i A. tauschii, z których ten ostatni odgrywa współcześnie istotną rolę w hodowli nowych kultywarów pszenicy. Rośnie tu też m.in. 7 gatunków z rodzaju jęczmień: Hordeum spontaneum, H. bulbosum, H. glaucum, H. murinum, H. hrasdanicum, H. marinum i H. geniculatum. 
Z gatunków zagrożonych w Armenii rosną tu m.in. Iris elegantissima, Iris reticulata, Gundelia tournefortii, Lactuca takhtadzhianii, Amberboa moschata, Glycyrrhiza glabra, Astragalus guttatus, Asperula trichodes, Cichorium glаndulosum, Rhizocephalus orientalis, Hohenackeria exscapa, Actinolema macrolema.

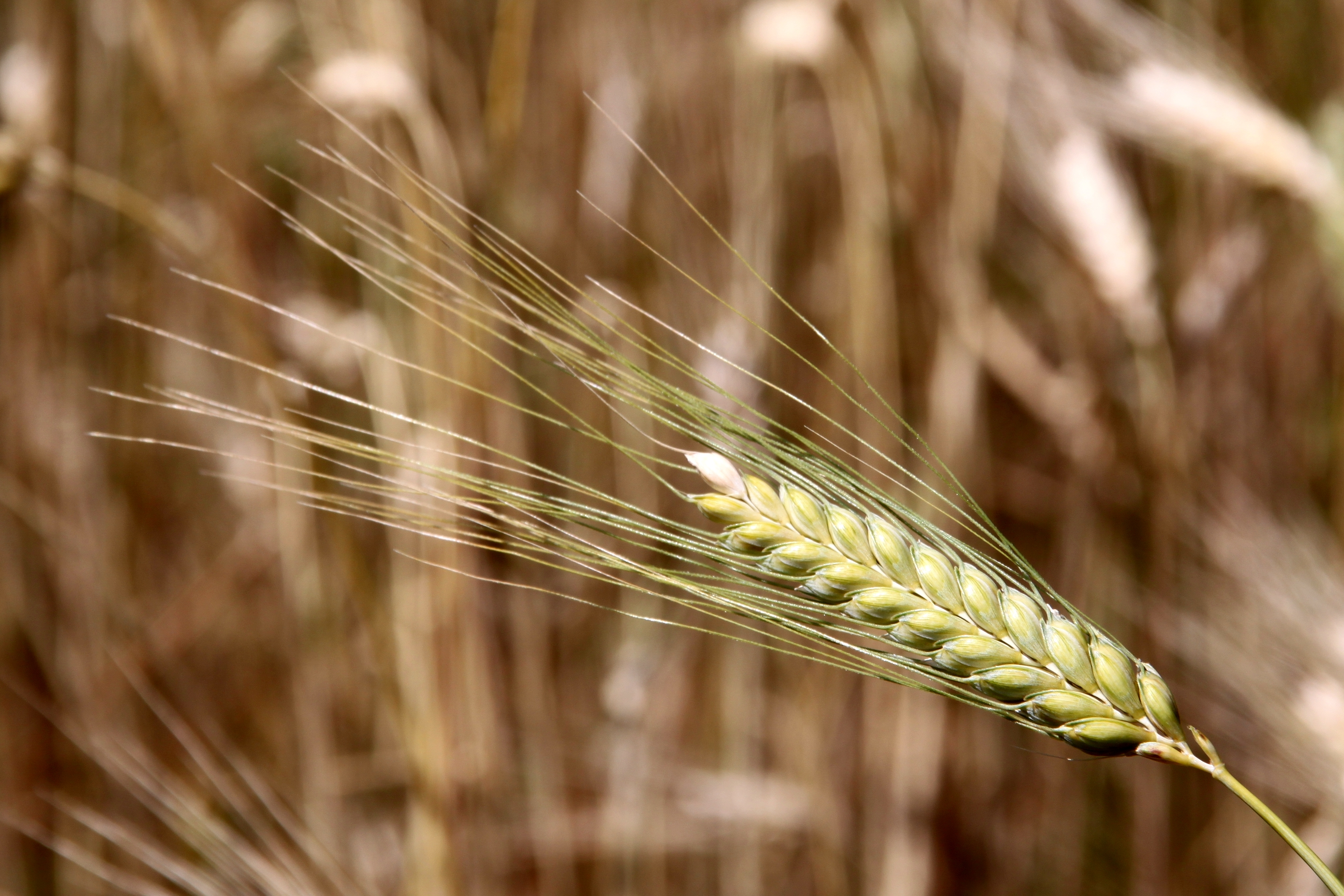
Triticum boeoticum
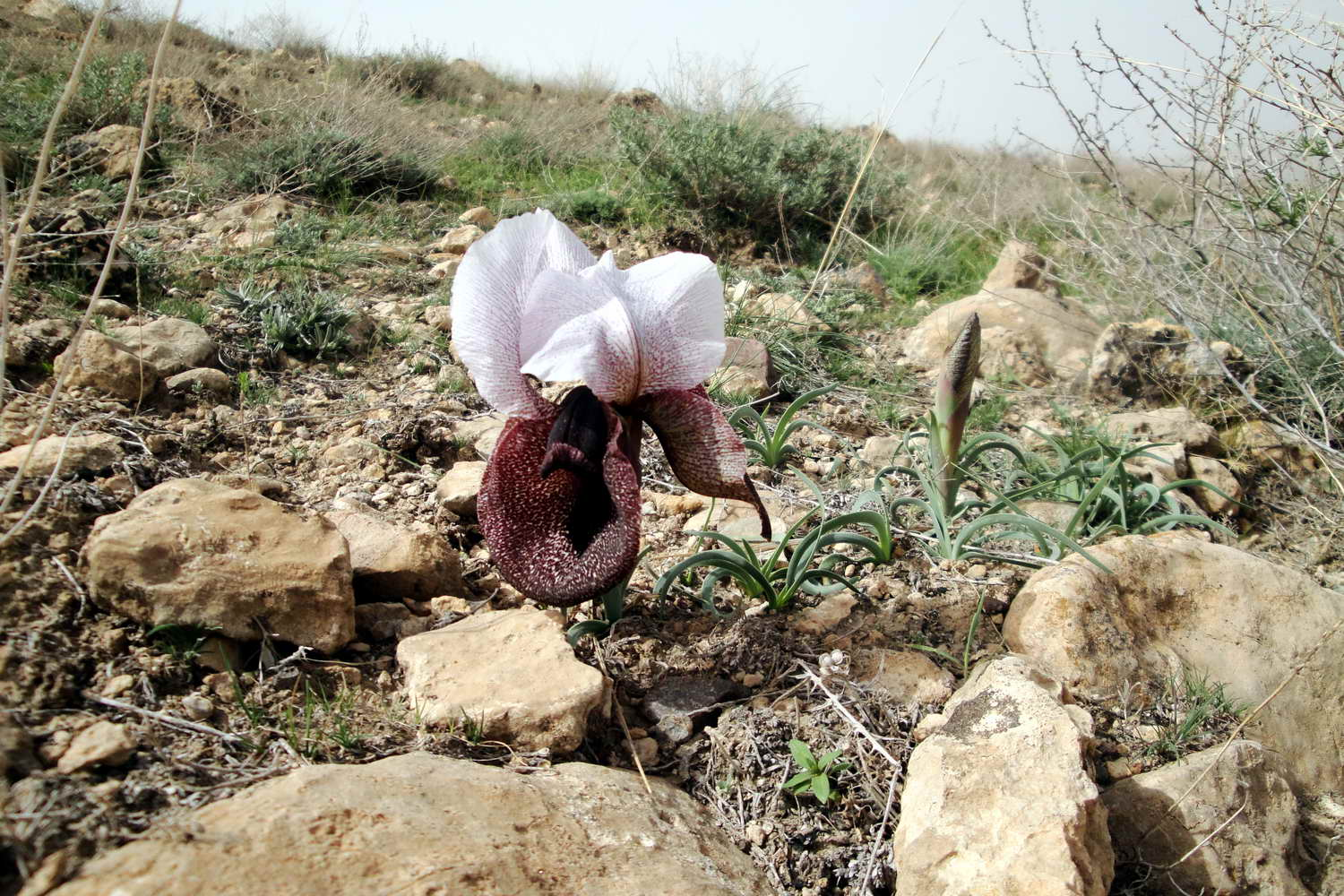
Iris elegantissima
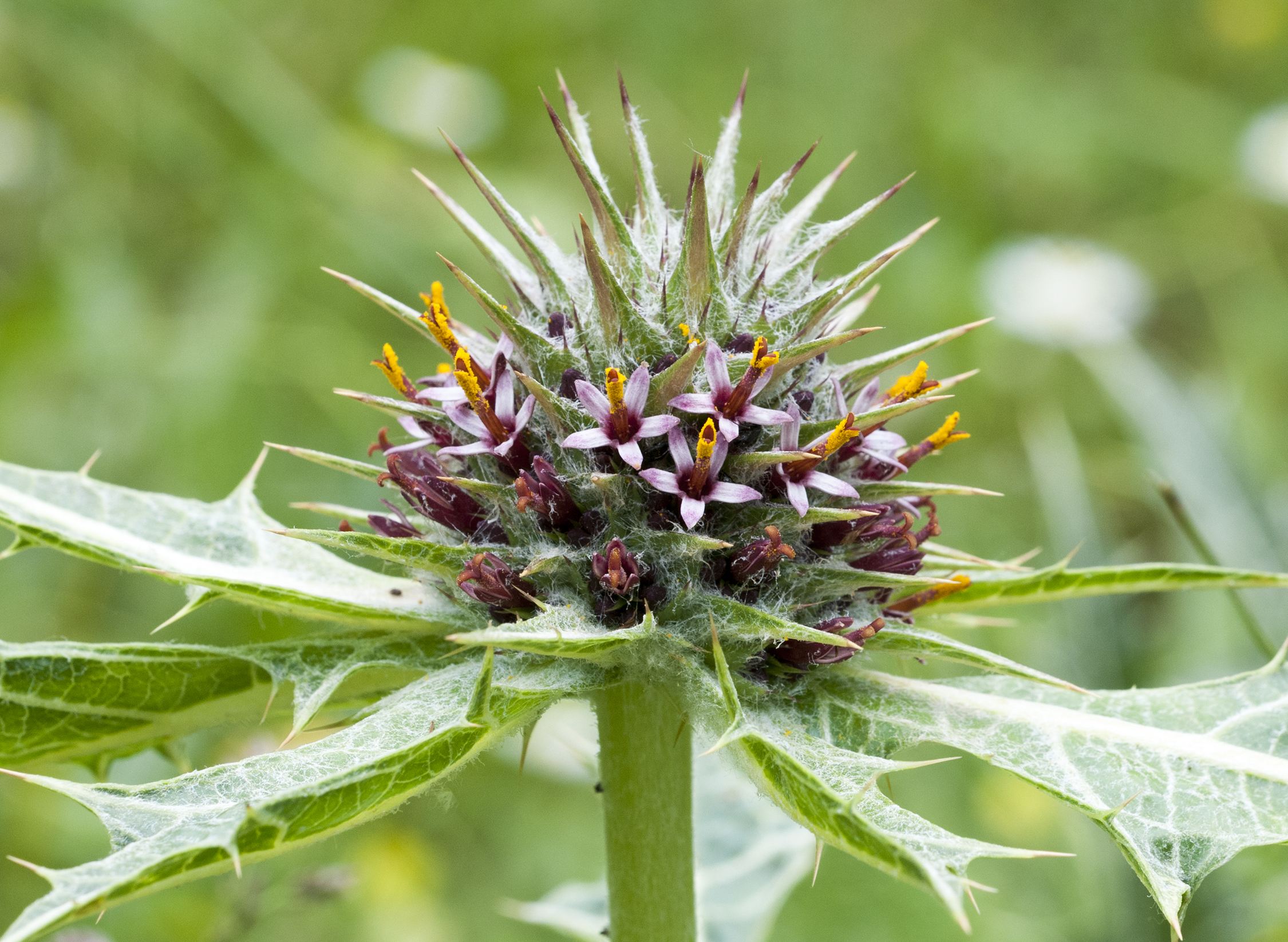
Gundelia tournefortii
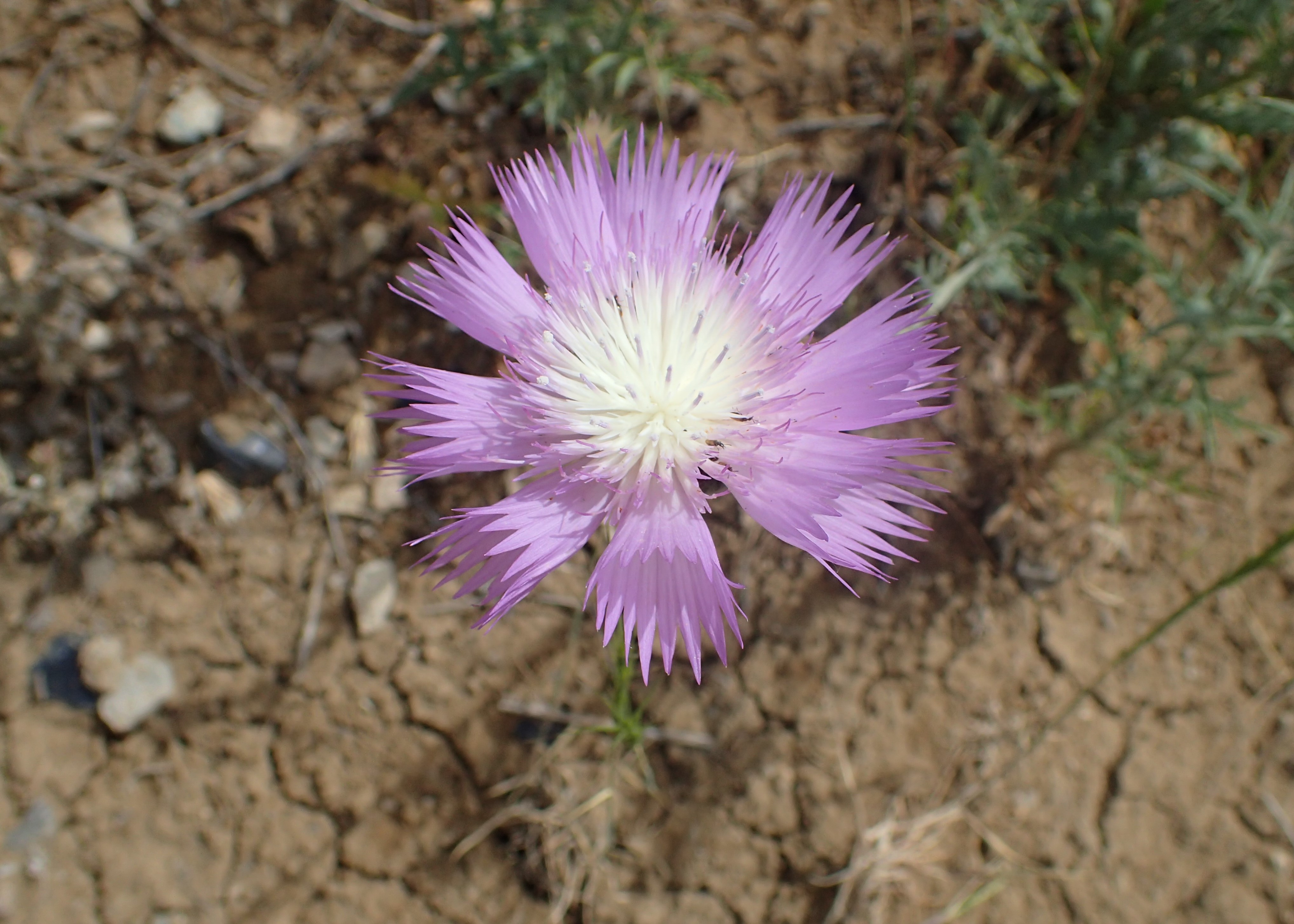
Amberboa moschata

## Fauna
W rezerwacie zarejestrowano występowanie 9 gatunków węży: zaskroniec zwyczajny Natrix natrix, Macrovipera lebetina, Malpolon monspessulanus, Eryx jaculus, Eirenis collaris, Eirenis punctatolineatus, Hemorrhois nummifer, Platyceps najadum, Hierophis caspius i co najmniej 8 gatunków jaszczurek i żółwi: agama kaukaska Laudakia caucasia, scynk długonogi Eumeces schneideri, jaszczurka wężooka Ophisops elegans, Pseudopus apodus, Eremias strauchi, Lacerta strigata i Testuda graeca armeniaca. Z płazów podawane stąd są: żaba śmieszka Pelophylax ridibundus, Bufo variabilis, ropucha zielona Bufo viridis, Hyla savignyi i grzebiuszka syryjska Pelobates syriacus. Stwierdzono tu ok. 50 gatunków ptaków i liczne ssaki, głównie gryzonie, poza tym lis rudy Vulpes vulpes, łasica pospolita Mustela nivalis, kuna domowa Martes foina, wilk szary Canis lupus i borsuk europejski Meles meles.